# Sanice (gromada)
Sanice – dawna gromada, czyli najmniejsza jednostka podziału terytorialnego Polskiej Rzeczypospolitej Ludowej w latach 1954–1972.
Gromady, z gromadzkimi radami narodowymi (GRN) jako organami władzy najniższego stopnia na wsi, funkcjonowały od reformy reorganizującej administrację wiejską przeprowadzonej jesienią 1954 do momentu ich zniesienia z dniem 1 stycznia 1973, tym samym wypierając organizację gminną w latach 1954–1972.
Gromadę Sanice z siedzibą GRN w Sanicach utworzono – jako jedną z 8759 gromad na obszarze Polski – w powiecie żarskim w woj. zielonogórskim na mocy uchwały nr V/30/54 WRN w Zielonej Górze z dnia 5 października 1954. W skład jednostki weszły obszary dotychczasowych gromad Sanice, Dobrzyń, Lipna, Sobolice i Mała Lipna ze zniesionej gminy Przewóz w powiecie żarskim oraz Jamno ze zniesionej gminy Witoszyn w powiecie żagańskim w tymże województwie. Dla gromady ustalono 9 członków gromadzkiej rady narodowej.
31 grudnia 1959 gromadę zniesiono, a jej obszar włączono do gromady Przewóz w tymże powiecie.